# Pedicularis tongolensis
Pedicularis tongolensis är en snyltrotsväxtart som beskrevs av Adrien René Franchet. Pedicularis tongolensis ingår i släktet spiror, och familjen snyltrotsväxter. Inga underarter finns listade i Catalogue of Life.